# Europamästerskapet i futsal (UEFS)
Europamästerskapet i futsal (engelska: Eurofutsal, för herrar UEFS Futsal Men's Championship, för damer UEFS Futsal Women's Championship) är en mästerskapstävling i futsal för europeiska landslag. Turneringen startades 1989 (för herrar) av UEFS.

## Resultat

### Herrar
| År   | Värdnation | Final     | Final                     | Final           | Match om tredjepris  | Match om tredjepris              | Match om tredjepris              |
| År   | Värdnation | Vinnare   | Resultat                  | Tvåa            | Trea                 | Resultat                         | Fyra                             |
| ---- | ---------- | --------- | ------------------------- | --------------- | -------------------- | -------------------------------- | -------------------------------- |
| 1989 | Spanien    | Portugal  |                           | Spanien         | Tjeckoslovakien      |                                  | Israel                           |
| 1990 | Portugal   | Portugal  |                           | Tjeckoslovakien | Spanien              |                                  | England                          |
| 1992 | Portugal   | Spanien   |                           | Ryssland        | Portugal             |                                  | Israel                           |
| 1995 | Marocko    | Slovakien |                           | Marocko         | Ryssland             |                                  | Tjeckien                         |
| 1998 | Slovakien  | Ryssland  | 5 – 0                     | Spanien         | Slovakien            | –                                | Belarus                          |
| 2004 | Belarus    | Belarus   | 4 – 0                     | Tjeckien        | Ryssland             | 12 – 30                          | Ukraina                          |
| 2006 | Katalonien | Ryssland  | 3 – 1                     | Katalonien      | Tjeckien             | 4 – 3                            | Belgien                          |
| 2008 | Belgien    | Ryssland  | 3 – 3 (e.fl) (3 – 2 str.) | Tjeckien        | Belarus              | 2 – 1                            | Belgien                          |
| 2010 | Ryssland   | Ryssland  | 5 – 2                     | Belgien         | Tjeckien             | 4 – 4 (e.fl) (2 – 1 str.)        | Belarus                          |
| 2012 | Belarus    | Belgien   | 4 – 1                     | Tjeckien        | Ryssland             | 4 – 1                            | Katalonien                       |
| 2014 | Tjeckien   | Belarus   | 2 – 1                     | Belgien         | Katalonien           | 2 – 1                            | Ryssland                         |
| 2016 | Ryssland   | Ryssland  | 1 – 1 (e.fl) (5 – 4 str.) | Italien         | Tjeckien · Kazakstan | Match om tredjepris spelades ej. | Match om tredjepris spelades ej. |
| 2018 | Katalonien | Belgien   | 4 – 2                     | Tjeckien        | Ryssland · Lettland  | Match om tredjepris spelades ej. | Match om tredjepris spelades ej. |

### Damer
| År   | Värdnation | Final    | Final       | Final      | Match om tredjepris | Match om tredjepris | Match om tredjepris |
| År   | Värdnation | Vinnare  | Resultat    | Tvåa       | Trea                | Resultat            | Fyra                |
| ---- | ---------- | -------- | ----------- | ---------- | ------------------- | ------------------- | ------------------- |
| 2001 | Ryssland   | Ryssland | Gruppspel   | Belarus    | Ukraina             | Gruppspel           | Italien             |
| 2004 | Ryssland   | Ryssland | 2 – 0       | Katalonien | Ukraina             |                     | Belgien             |
| 2007 | Tjeckien   | Tjeckien | Gruppspel   | Ryssland   | Slovakien           | Gruppspel           | Ukraina             |
| 2009 | Polen      | Ryssland | Ingen final | Galicien   | Tjeckien            | 1 – 0               | Katalonien          |
| 2011 | Tjeckien   | Tjeckien | Gruppspel   | Ryssland   | Katalonien          | Gruppspel           | Frankrike           |
| 2015 | Katalonien | Ryssland | Gruppspel   | Tjeckien   | Katalonien          | Gruppspel           | Nederländerna       |